# Алексеев, Николай Васильевич (инженер-контр-адмирал)
Николай Васильевич Алексе́ев (1901—1950) — кораблестроитель, начальник ЦНИИ военного кораблестроения, инженер-контр-адмирал.

## Биография
Родился 27 ноября (10 декабря) 1901 года в Москве.
С 15 декабря 1919 года в Рабоче-крестьянской Красной армии санитар 2-х Московских инженерных курсов. Участник Гражданской войны, курсантом воевал на Южном фронте против Врангеля, а с августа 1921 года телефонист в роте связи 3-й Киевской бригады во время ликвидации банд Махно.
С августа 1921 года в Морских силах Республики молодой моряк 2-го Балтийского флотского экипажа. С ноября 1921 года по май 1923 года ученик учебного отряда подводного плавания Морских сил Балтийского моря, в качестве младшего помощника преподавателя спецпредметов учебного отряда с декабря 1922 года участвовал в практическом плавании на подводных лодках «Ёрш» и «Леопард» Морских сил Балтийского моря.
С октября 1923-го по май 1928 года обучался на кораблестроительном факультете Военно-морского инженерного училища, после окончания которого служил корабельным курсантом на крейсере «Червона Украина» Морских сил Чёрного моря. В 1927 году вступил в ВКП(б).
С октября 1928 года младший приемщик Комиссии по наблюдению за постройкой военных судов на Николаевском судостроительном заводе, наблюдал за постройкой первых советских подводных лодок типа «Декабрист» для Морских сил Чёрного моря: «Революционер», «Спартаковец», «Якобинец». По окончании постройки и успешных заводских испытаний подводной лодки «Революционер» в марте 1931 года переведён в Ленинград на Балтийский завод, на котором в должности младшего приёмщика комиссии по наблюдению за постройкой подводных лодок, участвовал в испытаниях и приёмке головной подводной лодки «Декабрист».
В 1934 году был направлен в командировку в Англию членом правительственной комиссии по закупке судов.
С сентября 1934 года был старшим военпредом в Ленинграде. С августа 1938 года — начальник 2-го отдела подводного плавания Управления кораблестроения ВМФ СССР, а с февраля 1941 года — заместитель начальника этого же Управления.
В годы Великой Отечественной войны обеспечивал постройку подводных лодок и их транспортировку по речным и железнодорожным путям на действующие флоты: осенью 1942 года малых подводных лодок из Чёрного моря на Север, весной 1944 года 6 подводных лодок с Каспийского моря по Шекснинской системе, рекам Сухоне и Северной Двине в Архангельск.
Инженер-контр-адмирал (24.7.1943)
С мая 1944 года по 9 мая 1945 года — начальник научно-технического комитета ВМФ СССР.
В 1945 году был уполномоченным представителем СССР в тройственной военно-морской комиссии по разделу кораблей бывшего германского флота.
С сентября 1946 по апрель 1950 года — начальник ЦНИИ военного кораблестроения.
С апреля 1950 года по октябрь 1950 года заместитель начальника по НИР Военно-морской академии кораблестроения и вооружения имени А. Н. Крылова.
Умер 14 октября 1950 года. Похоронен в Ленинграде на Серафимовском кладбище.

## Награды и премии
- Сталинская премия первой степени (1943) — за создание нового типа боевого корабля (малой подлодки (XV серии)
- два ордена Ленина (1935; 1945)[2];
- орден Красной Звезды (1944);
- два ордена Красного Знамени (1944, 1950)[3];
- орден Отечественной войны I степени (1945)[4];
- медаль «XX лет Рабоче-Крестьянской Красной Армии»;
- медаль «За оборону Кавказа»;
- медаль «За победу над Германией в Великой Отечественной войне 1941—1945 гг.»;
- медаль «За победу над Японией»;
- медали.